# Victor de Broglie
Achille-Charles-Léonce-Victor de Broglie (Párizs, 1785. december 1. – Párizs, 1870. január 25.) herceg és francia pair, François Marie de Broglie unokája, Franciaország 4. miniszterelnöke.

## Életrajza
Pályáját I. Napóleon alatt kezdte meg mint államtanácsos, majd katonai intendáns lett. Ilyen minőségben a francia hadsereget 1809-ben Vas megyén át Győrig kísérte és szemtanúja volt a magyar inszurrekció győri vereségének. Később követségi tanácsos lett Bécsben, Prágában és Varsóban. 1814-ben pairré nevezték ki, a liberális eszmék táborában küzdött; Ney marsall híres perében a vádlott felmentésére szavazott és a pair-kamarában kikelt az udvar reakciós politikája ellen. Mint Guizot elvtársa, a doktrinerekhez tartozott és az alkotmányos örökös monarchia elveit vallotta.
1816-ban Pisában feleségül vette Hedvig Gustava Albertina de Staël-Holstein bárókisasszonyt (1797–1838), Germaine de Staël írónő és Eric Magnus de Staël von Holstein báró leányát, Jacques Neckernek, XVI. Lajos francia király volt pénzügyminiszterének unokáját.
A júliusi forradalom után az államtanács elnöke, a kultusz- és közoktatásügyek minisztere lett, de már ugyanazon év novemberében a többi doktrinerekkel együtt visszalépett. 1832 októbertől 1834 áprilisig és azután 1834 novemberétől 1836 februárjáig külügyminiszter, rövid ideig pedig az államtanács elnöke volt; később azonban minden kabinetalakításra vonatkozó ajánlatot visszautasított.
1847-ben mint nagykövet Londonba ment, ahonnan 1848 márciusában az új (forradalmi kormány) visszahívta. 1849 májusában belépett a nemzetgyűlésbe, ahol csakhamar a jobboldali párt egyik vezére lett. 1851-ben a biztonsági választmány elnökévé választatott, tiltakozott a december 2-ai államcsíny ellen és azután a magánéletbe vonult vissza. 1855-ben az akadémia tagjai közé választotta; de politikai szerepre többé nem áhítozott. Irodalmi műveit e címmel adta ki: Écrits et discours (Párizs, 1863, 3 kötet). Hátrahagyott irataiból adta ki fia a következő műveket: Vues sur le gouvernement de la France (1870, 2. kiad. 1871) és Le libre échange et l’impôt (1879).